# Barrio Inglés (Coquimbo)

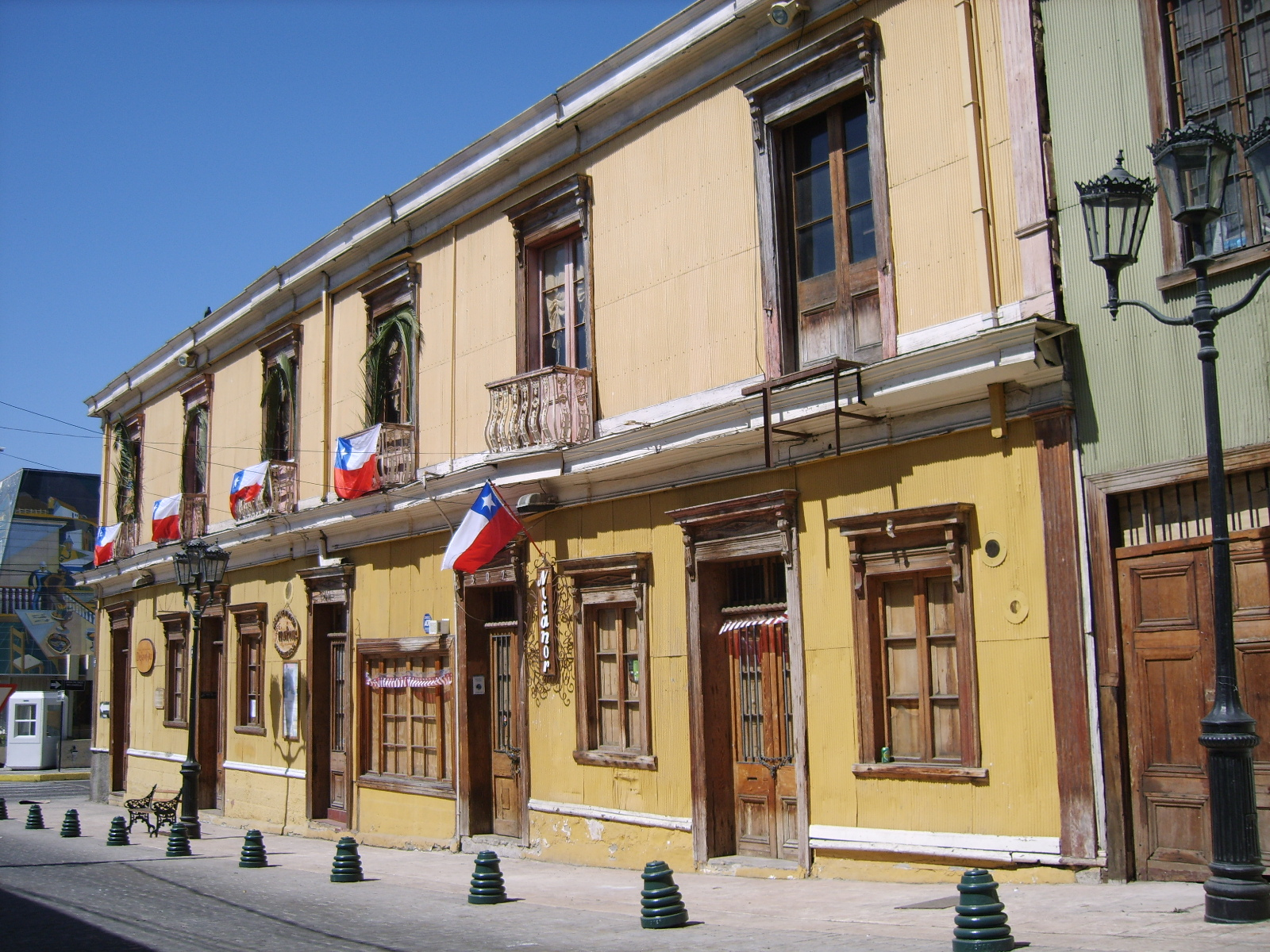
Barrio Inglés, Coquimbo

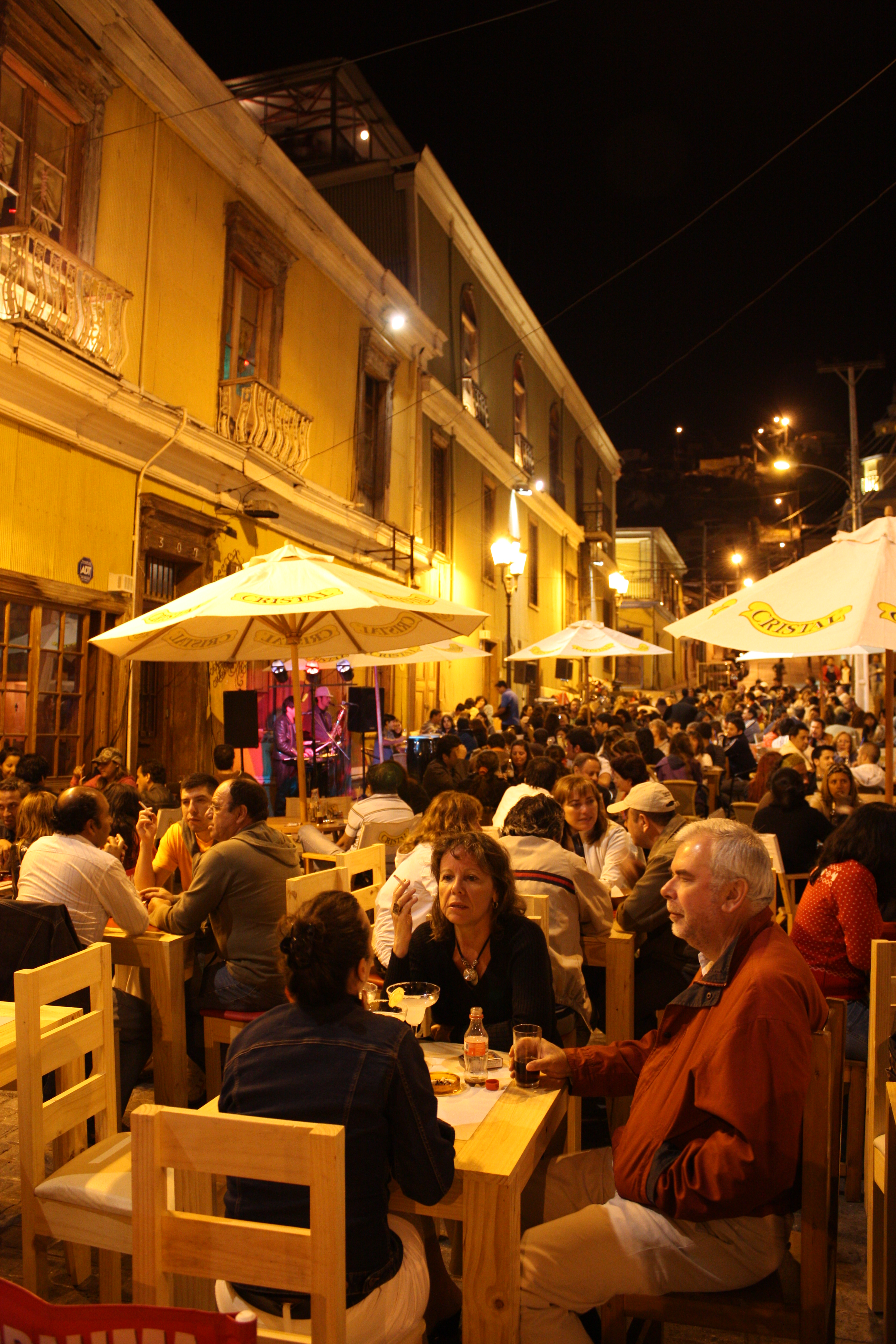
Barrio Inglés, Coquimbo

El Barrio Inglés es un sector de la comuna de Coquimbo, Chile, principal puerto de la región homónima, ubicado a un costado del centro de la ciudad, frente a su bahía, que se destaca por ser una activa zona turística, gastronómica y cultural de la conurbación La Serena-Coquimbo. Se encuentra incluido dentro de la zona de conservación histórica del centro de Coquimbo.
Dentro del barrio, cuyo epicentro es la plaza Vicuña Mackenna, existen diversas casas patrimoniales, de estilo arquitectónico inglés, construidas a partir del siglo XIX, en las que funcionan tiendas de artesanías, cafés, restaurantes, pubs y discoteques, y se sitúan centros culturales como la Casa de la Cultura, la Casa de las Artes y el Centro Cultural Palace. En su entorno se ubica la plaza de armas y el Domo Cultura Ánimas y el Terminal Portuario de Coquimbo.